# Rabat (timmeren)

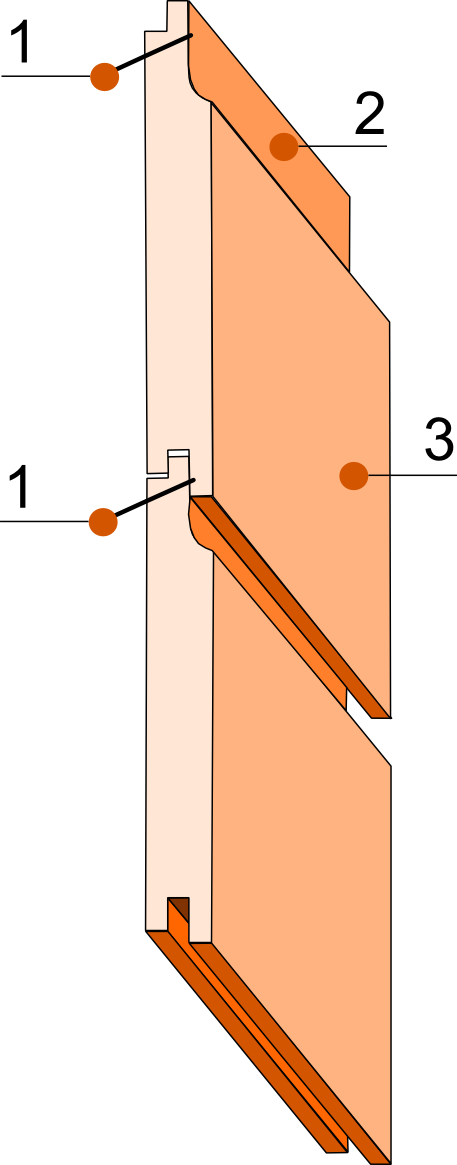
principe rabatdelen:
1 = verdekte vernageling
2 = geschulpte rand
3 = plank

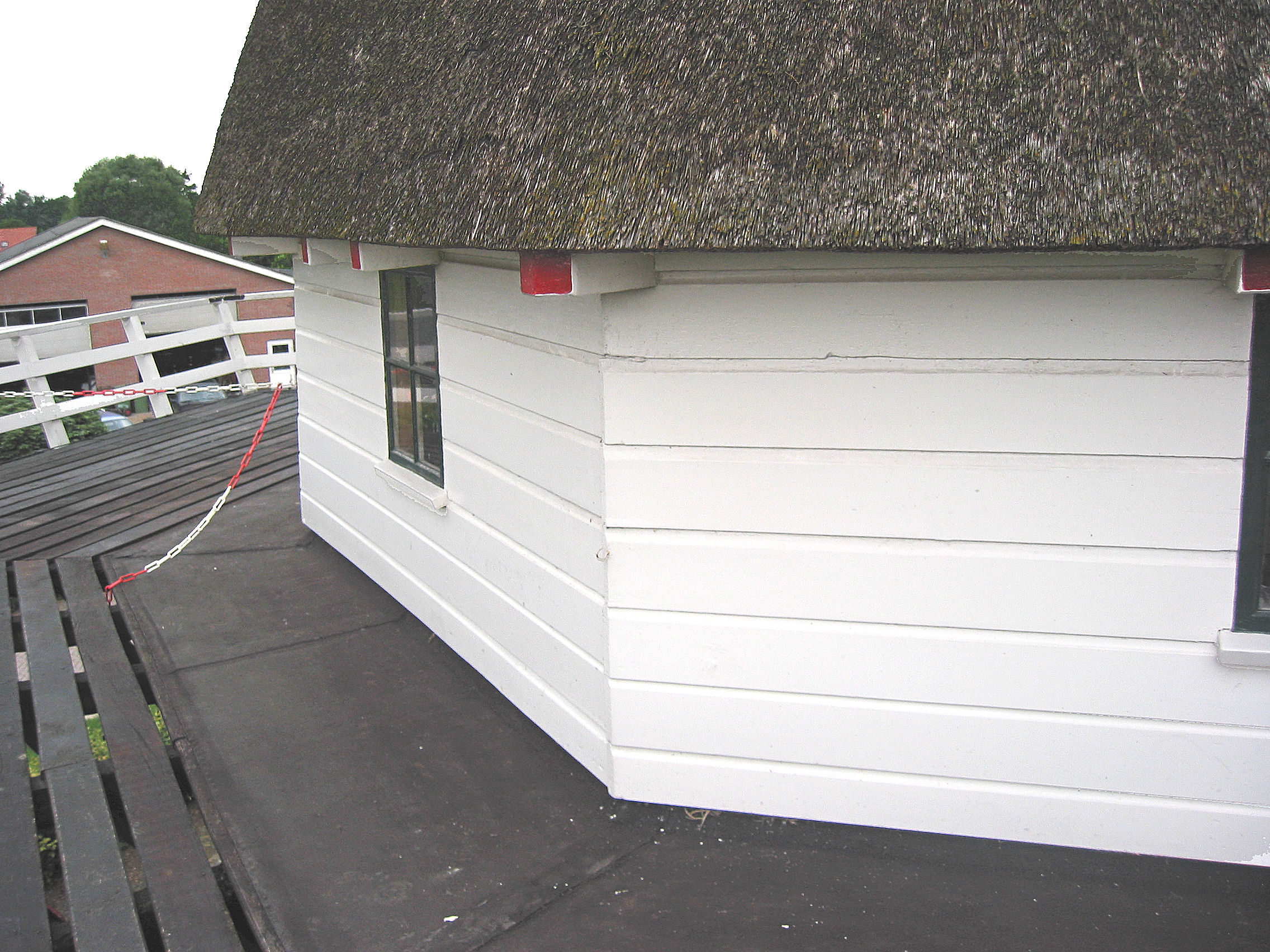
Met rabatdelen bedekte houten achtkant

Een rabat is een plank die aan de onderkant is voorzien van een groef en aan de bovenkant van een geschulpte rand. Hierdoor kunnen de rabatdelen in elkaar geschoven worden.
Rabatdelen worden meestal voor buitenbetimmeringen aangewend, en daarbij doorgaans horizontaal aangebracht. Ze dienen ter afdichting van wanden van bijvoorbeeld schuren en  tuinhuisjes, maar kunnen ook voor tuinafscheidingen worden gebruikt. De vorm van de schulprand voorkomt dat (regen)water tussen de planken kan blijven 'hangen'. De naden tussen de planken blijven daardoor droger, waardoor minder snel rot optreedt. In plaats van rabatdelen kunnen ook gewone planken dakpansgewijs (gepotdekseld) worden aangebracht. Een bijzondere vorm hiervan is het zogeheten  Zweeds rabat; hierbij zijn de potdekselplanken aan de onderkant dikker dan de bovenkant, en voorzien van een sponning.